# Chashitsu

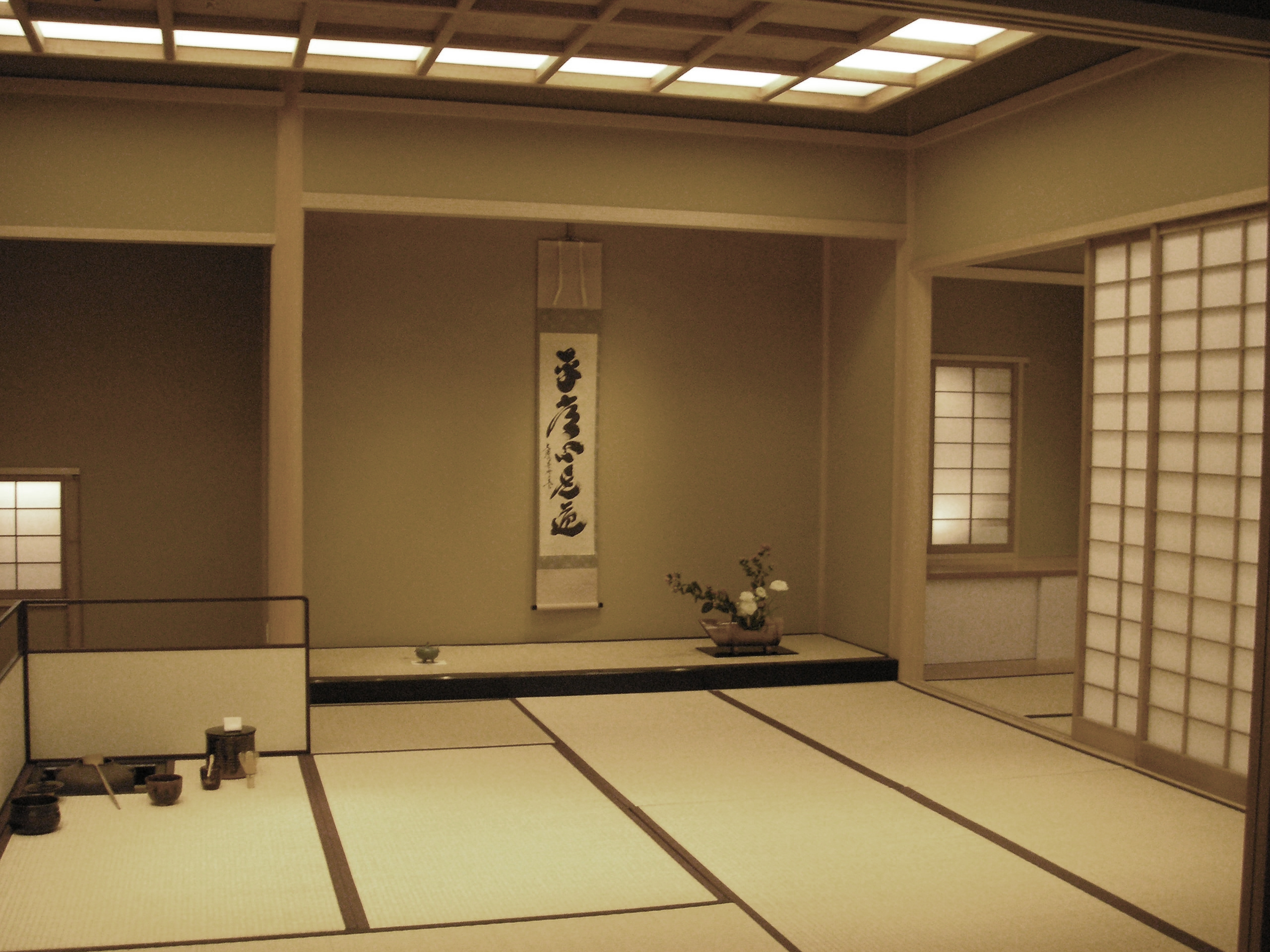
Interno di una grande stanza del tè
(chashitsu 茶室), con il pavimento composto di tatami (畳) e, sullo sfondo il tokonoma (床の間). Da notare che nel tokonoma, sul lato destro, è posta una composizione floreale in stile ikebana (生花) e non chabana (茶花). Sul lato sinistro del tokonoma è posto un incensiere (kouro, 香炉).

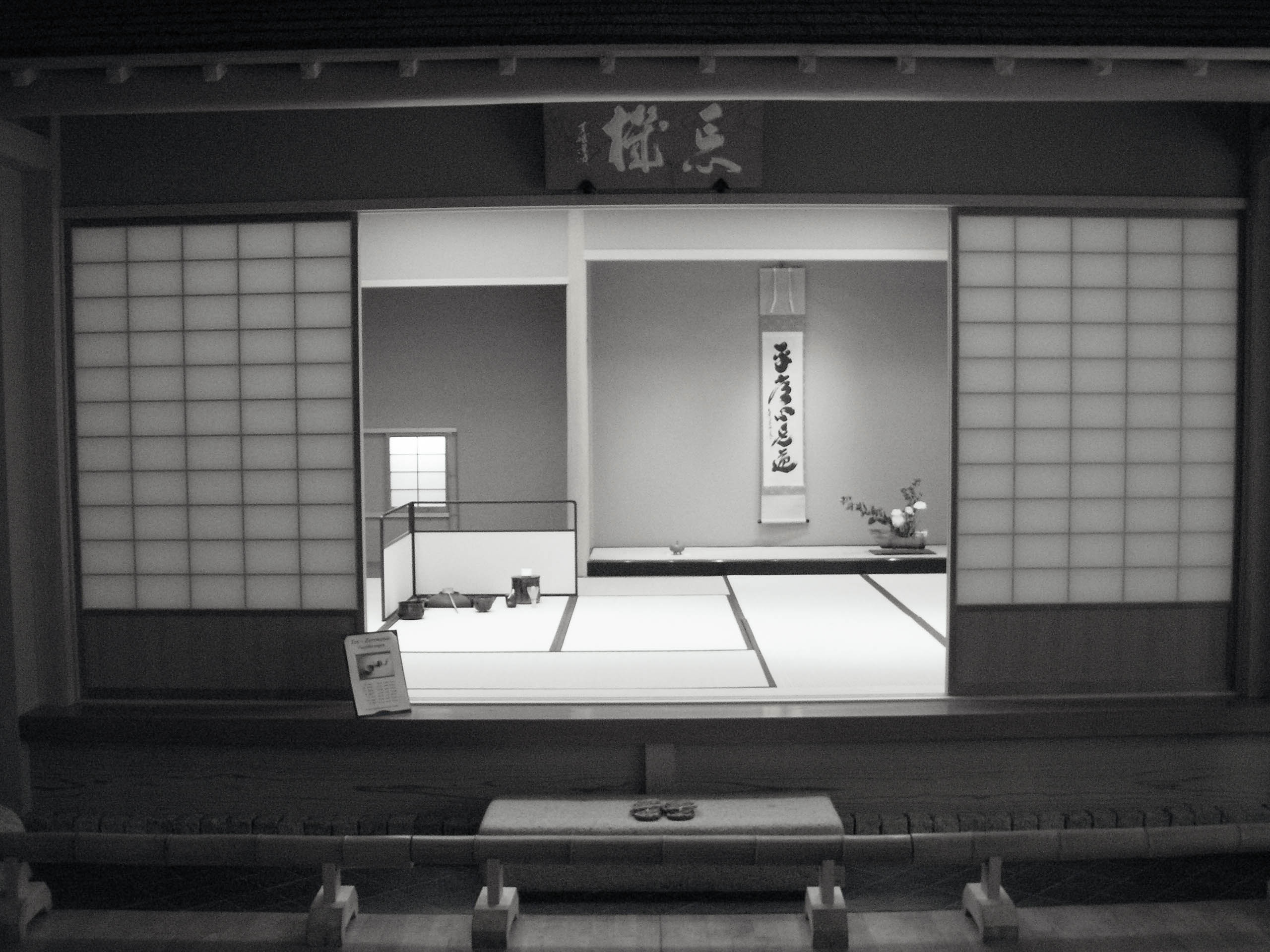
L'ingresso degli invitati ad una chashitsu

Chashitsu (茶室) è un termine giapponese che indica un luogo o un edificio dedicato al consumo del tè secondo la tradizionale cerimonia del tè (Cha no yu, 茶の湯). In particolar modo questo termine indica propriamente la stanza dove si svolge tale cerimonia.
Lo stile e le dimensioni di questa stanza, nella cerimonia del tè,  possono variare. Lo stile più semplice, indicato come souan (草庵) è riportato nelle stanze composte da quattro tatami (畳) e mezzo e per questo denominate yojouhan (四畳半). Le stanze più grandi vengono denominate hiroma (広间) e ospitano anche riti più formali denominati shoin (书院) essendo, peraltro, più adatte ad accogliere numerosi invitati.
L'area della chashitu è composta da un tokonoma (床の間), e da due entrate separate per l'ospite e gli invitati. Stuoie di paglia (tatami, 畳) ne compongono il pavimento.